# هنري ماسون (مبارز بالسيف)
هنري ماسون (بالفرنسية: Henri Masson)‏ هو مبارز بالسيف فرنسي، ولد في 17 يناير 1872 في باريس في فرنسا، وتوفي في 17 يناير 1963 في ميدون في فرنسا.

## وصلات خارجية
- هنري ماسون على موقع أوليمبيديا (الإنجليزية)